# 路易斯·马德拉索
路易斯·马德拉索-昆茨（西班牙語：Luis de Madrazo y Kuntz，1825年2月27日—1897年2月9日）是19世纪西班牙肖像画家。

## 家族
路易斯是马德拉索家族的一员。父亲何塞·马德拉索和兄长费德里科·马德拉索都曾经担任马德里普拉多博物馆馆长。侄子雷蒙多·马德拉索和里卡多·马德拉索都是画家。

## 生平
出生于马德里，早年在家人的指导下学习绘画，后进入皇家聖費爾南多美術學院进行正式学习。1845年成为一杂志的插画师。后来获得学院奖学金来到罗马游学，先后在圣路卡学院、美第奇别墅罗马法国学院学习。在那里，他遇到了约翰·弗里德利希·奥韦尔贝克，受到了拿撒勒运动的影响。
曾在巴黎、慕尼黑、威尼斯和柏林旅游，短暂定居在庞贝城，后回到马德里，成为宫廷画家。1897年在马德里逝世。

## 画集

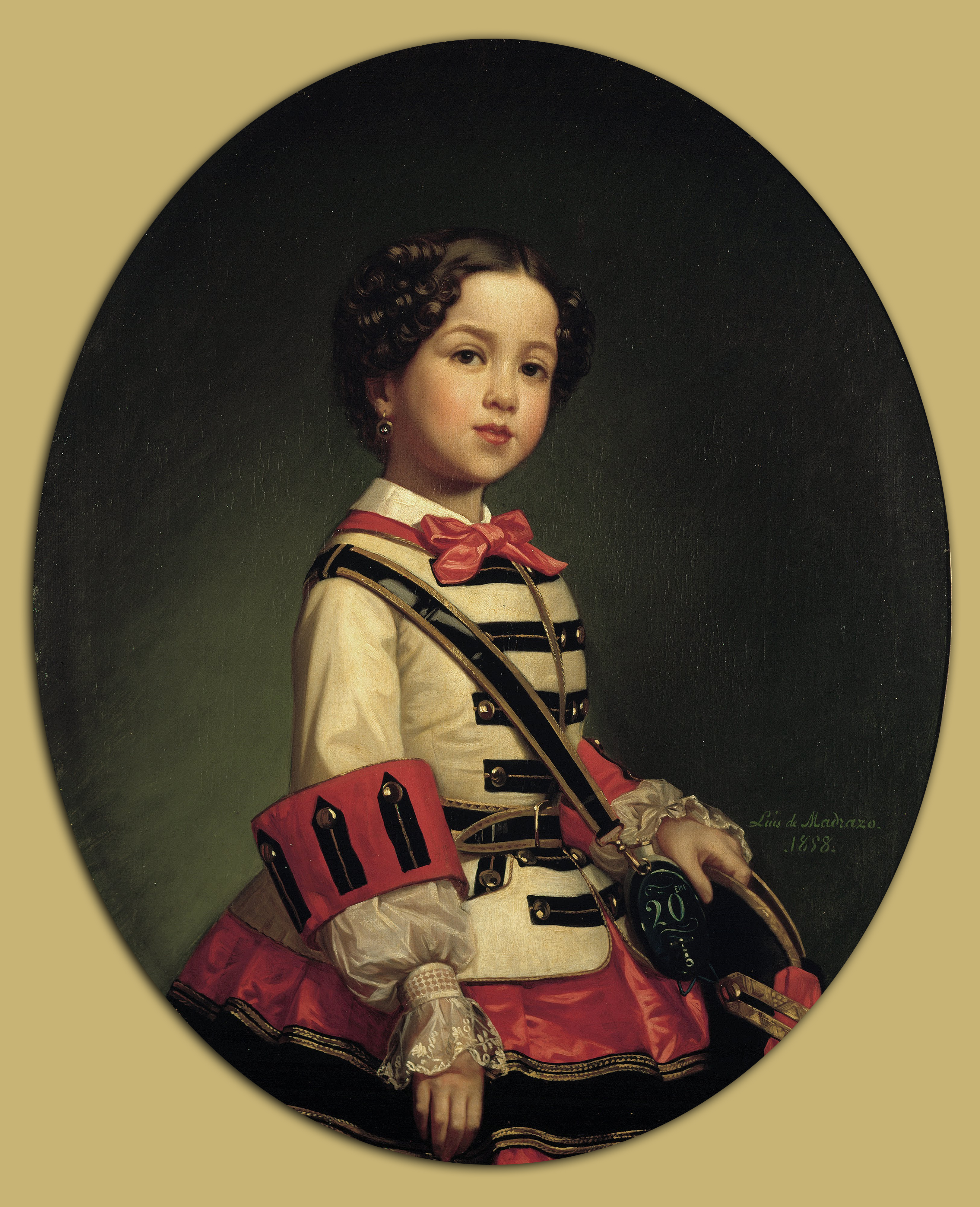
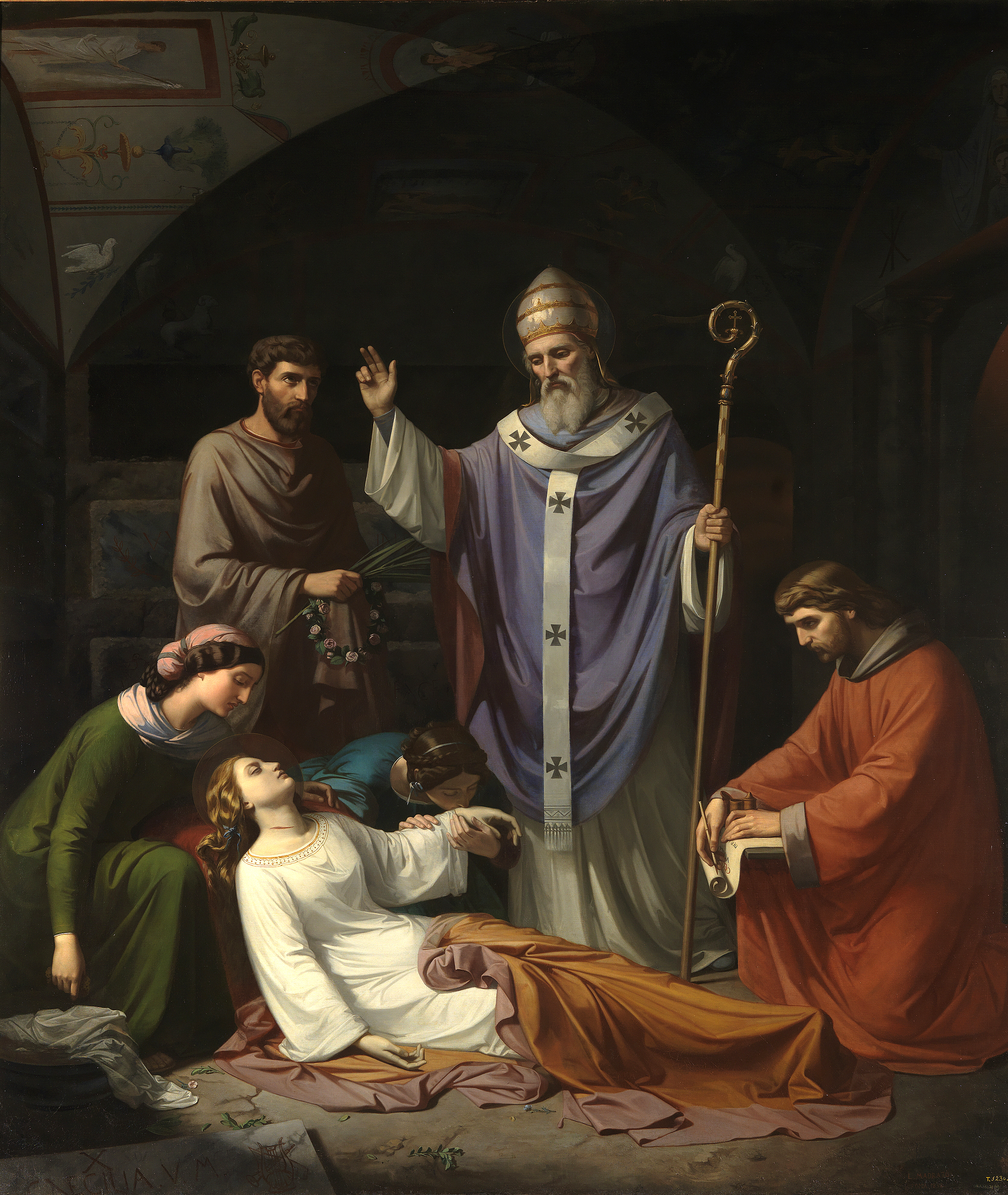
殉道者墓窟中的聖則濟利亞，1852年
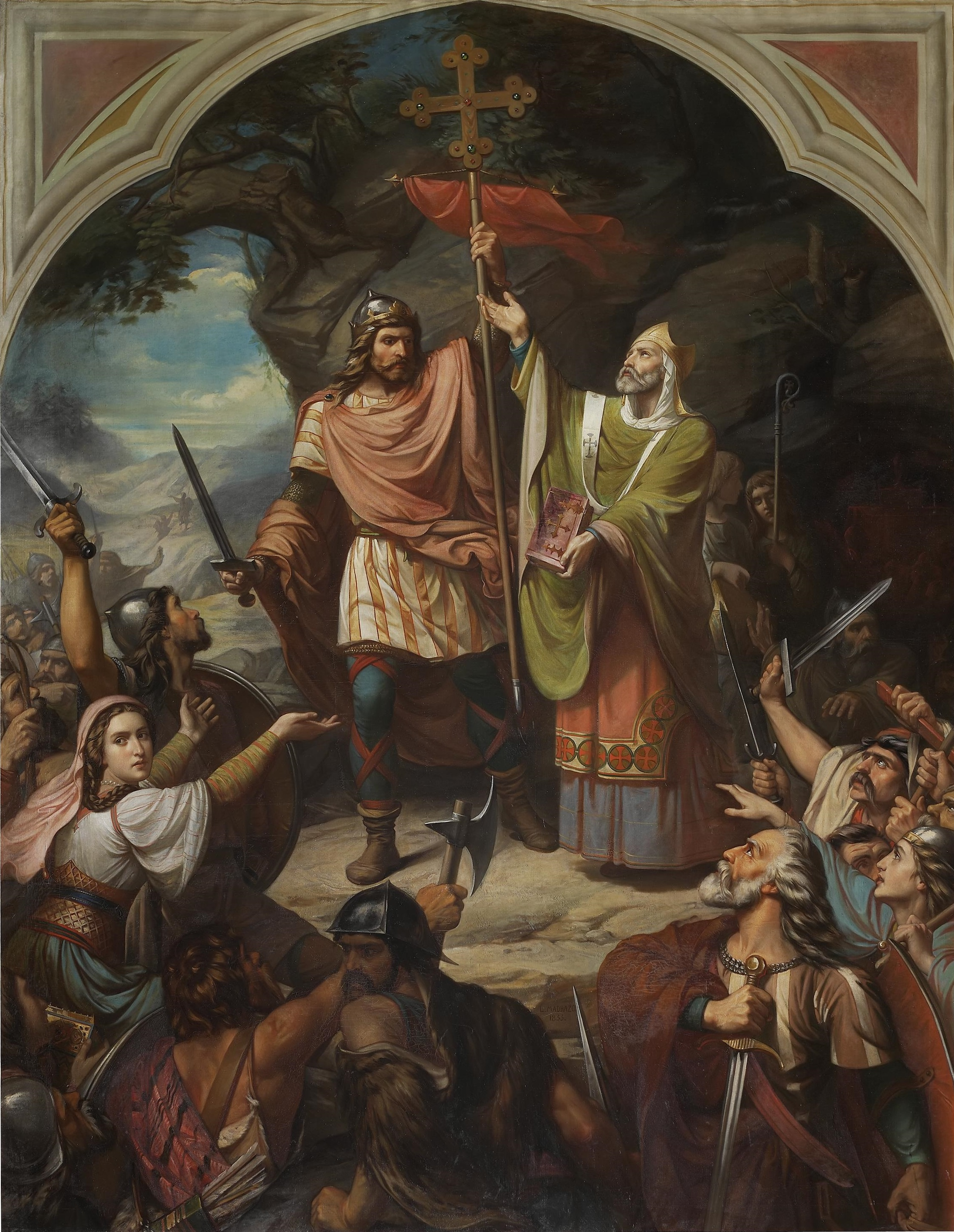
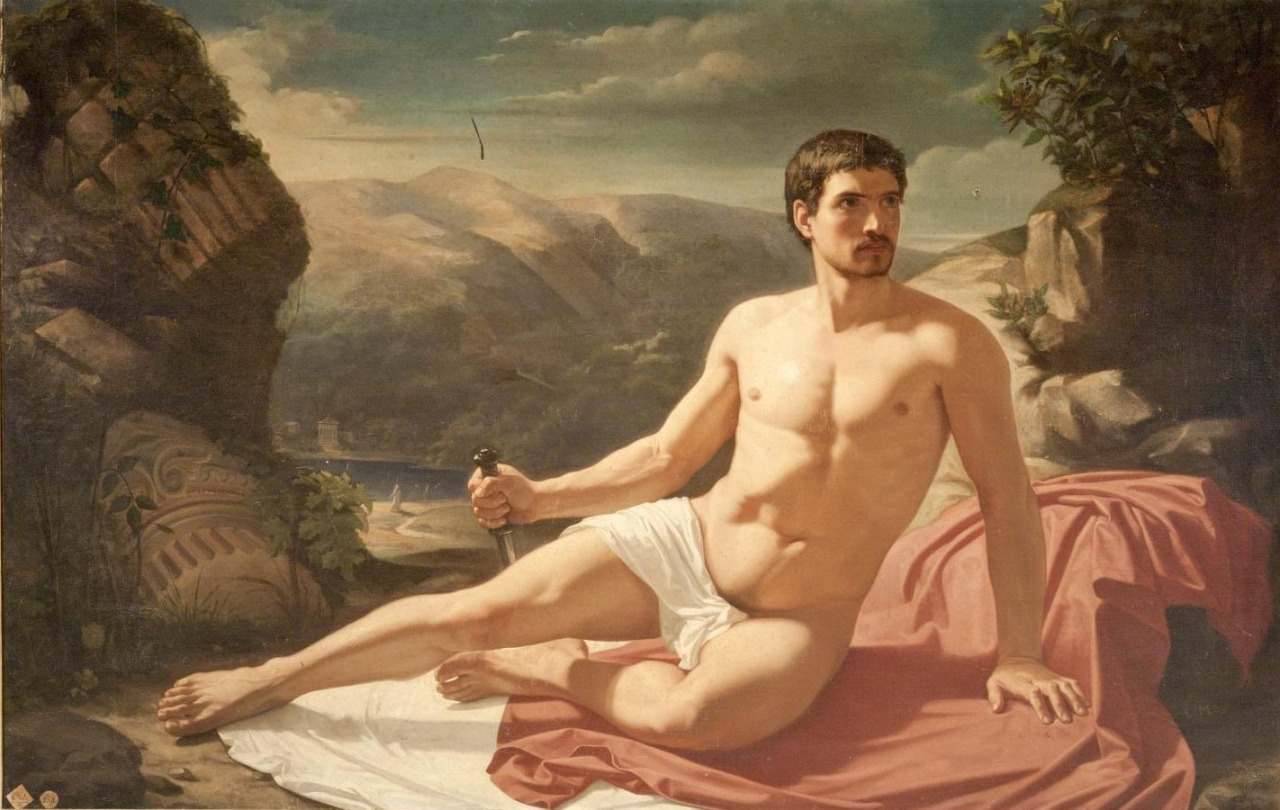
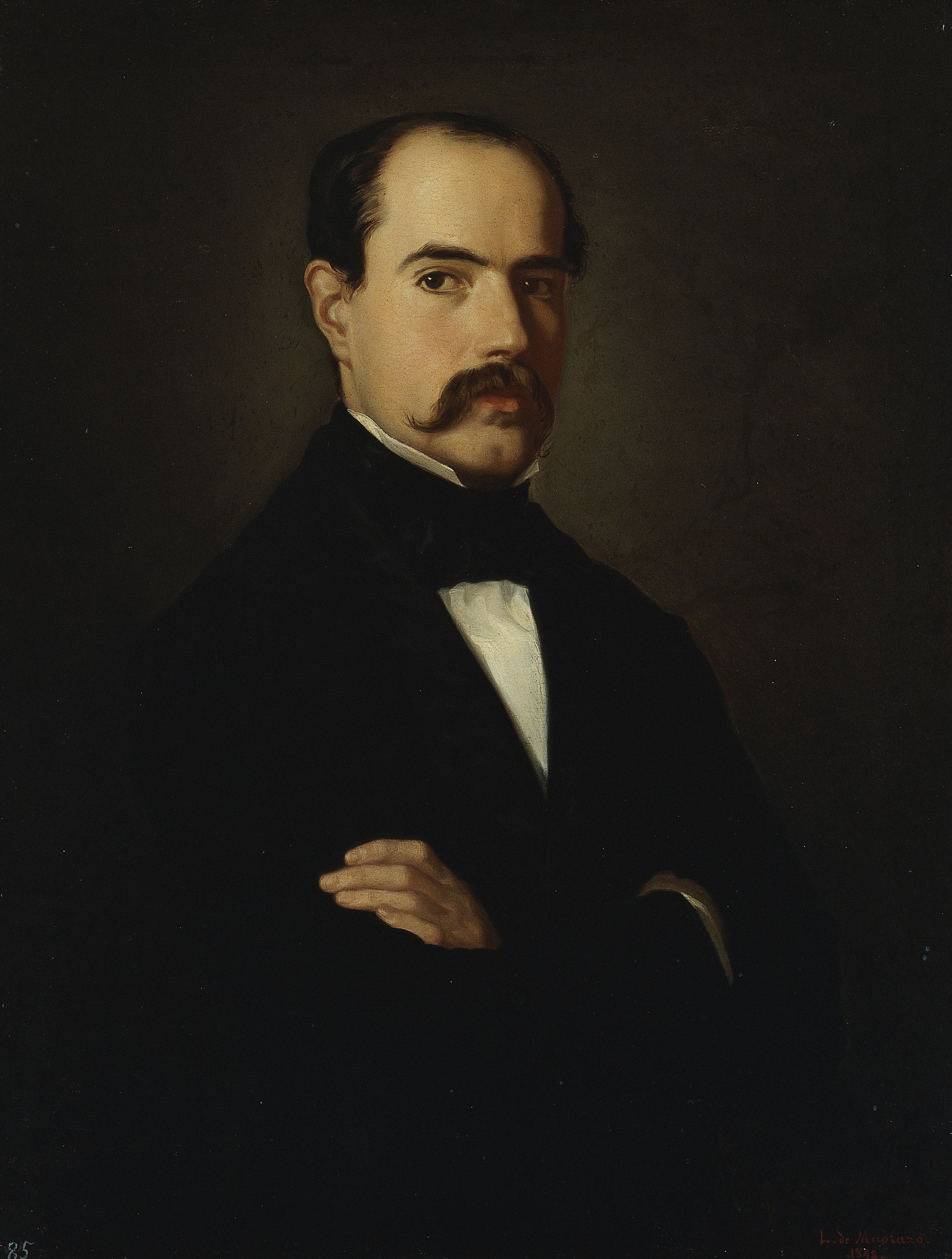
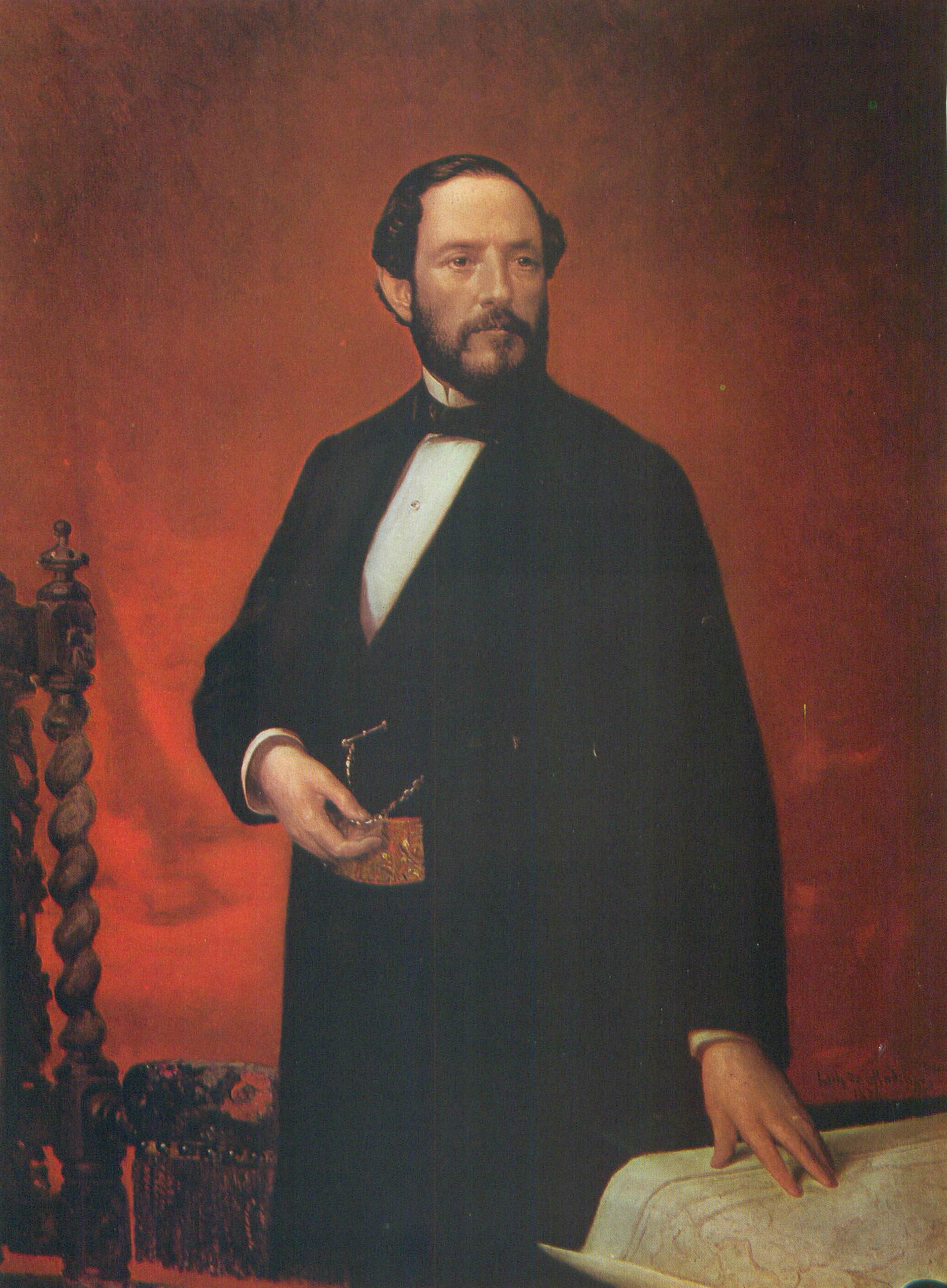
胡安·普里姆将军